# Heather Lind

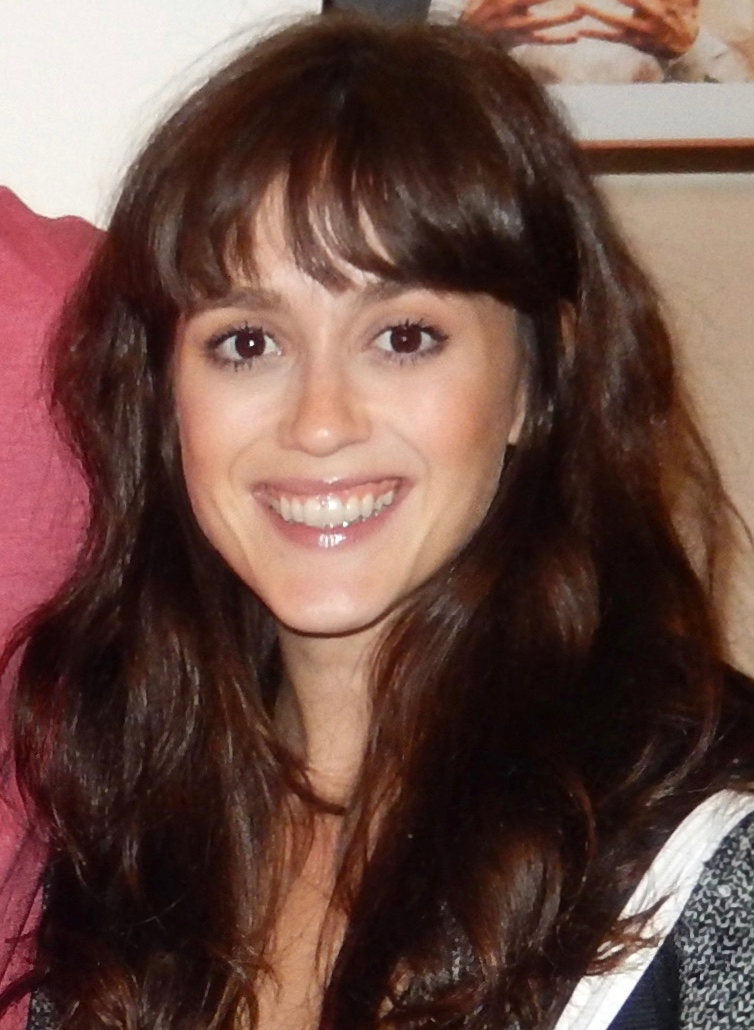
Heather Lind, 2016

Heather Lind (* 22. März 1983 in Upland, Pennsylvania) ist eine US-amerikanische Schauspielerin. Sie wurde durch ihre Darstellung der Anna Strong in der AMC-Fernsehserie Turn: Washington’s Spies bekannt. Sie ist die Zwillingsschwester der Schauspielerin Christina Bennett Lind.

## Leben und Wirken
Lind wuchs mit ihrer Familie in Guilderland, New York auf. Sie erwarb ihren Bachelor of Arts im Jahr 2005 an der Fordham Universität und einen Master of Fine Arts im Fach Schauspiel an der New York University im Rahmen eines Graduierten-Programms.
Sie hatte ihr Broadway-Debüt in der Shakespeare in the Park-Produktion Der Kaufmann von Venedig, in der sie Jessica, die Tochter Shylocks (gespielt von Al Pacino) darstellte. Dafür wurde sie mit einem Theatre World Award als herausragendes Broadway-Debüt-Auftritts während der Theatersaison 2010–2011 ausgezeichnet.
Im Jahr 2011 spielte Lind Katy, Margaret Thompsons Dienstmädchen, in der HBO-Serie Boardwalk Empire.
Sie spricht auch auf dem Hörbuch Clockwork Prince aus der Reihe Chroniken der Schattenjäger von Cassandra Clare zusammen mit Ed Westwick.

## Filmografie
- 2011: Blue Bloods – Crime Scene New York (Blue Bloods, Fernsehserie)
- 2011: The Weekend
- 2011–2012: Boardwalk Empire (Fernsehserie)
- 2012: The Last Day of August
- 2013: A Single Shot – Tödlicher Fehler (A Single Shot)
- 2013: Guest House
- 2014: Sleepy Hollow (Fernsehserie)
- 2014–2017: Turn: Washington’s Spies (Fernsehserie)
- 2015: The Walker (Fernsehserie)
- 2015: Mistress America
- 2015: Demolition – Lieben und Leben (Demolition)
- 2016: Stealing Cars
- 2017: Fireworkers
- 2018: The Good Fight (Fernsehserie)
- 2019–2021: Evil (Fernsehserie)
- 2020: Prodigal Son: Der Mörder in Dir (Prodigal Son, Fernsehserie)
- 2022–2023: Pantheon (Fernsehserie, Stimme)
- 2025: Your Friends and Neighbors (Fernsehserie)

## Hörbuch
- 2011 Clockwork Prince, Cassandra Clare, gelesen von Heather Lind und Ed Westwick, englische Audioausgabe ISBN 978-1442334724.